# Ngựa Mallorquín
Ngựa Mallorquín, còn được gọi với cái tên khác là Ngựa Caballo Mallorquín (tiếng Catalan: Cavall Mallorquí) là một giống ngựa quý hiếm, là giống bản địa của đảo Majorca thuộc quần đảo Balearic, là địa danh mà giống ngựa này được đặt tên theo. Việc xác định giống đã được bắt đầu vào năm 1985 bởi Patronato para las Razas Autóctonas de Mallorca ("cơ quan cho các giống ngựa độc lập của Mallorca"). Mallorquín được liệt kê trong Catálogo Oficial de Razas de Ganado de España trong nhóm các giống ngựa bản địa có nguy cơ tuyệt chủng.
Tình trạng bảo tồn của giống ngựa này được liệt kê vào năm 2007 là rất quan trọng bởi Tổ chức Lương thực và Nông nghiệp của Liên Hợp Quốc. Vào khoảng năm 2005, số lượng ngựa Mallorquín được ghi trong sách về giống ngựa là 247, nhưng một cuộc điều tra số lượng được tiến hành bởi Ministerio de Medio Ambiente y Medio Rural y Marino năm 2003 chỉ xác định được còn 172 cá thể ngựa giống này.
Trong một số ấn phẩm tiếng Anh, Mallorquín và Menorquín không được liệt kê, nhưng ngựa của Quần đảo Balearic được hợp nhất thành một nhóm được gọi là "ngựa Balearic" hoặc "ngựa Balearic." Tuy nhiên, các nguồn có thẩm quyền, bao gồm Chính phủ Quần đảo Balearic, Ministerio de Medio Ambiente y Medio Rural y Marino của Tây Ban Nha và Tổ chức Lương thực và Nông nghiệp của Liên Hợp Quốc, [10] nói rõ rằng chúng là hai giống riêng biệt.